# 千葉県道67号生実本納線
千葉県道67号生実本納線（ちばけんどう67ごうおゆみほんのうせん）は千葉市緑区から茂原市に至る、主要地方道である。かつては、一部区間が千葉県道路公社が管理していた有料道路の千葉外房有料道路であったが、2023年（令和5年）2月1日に全線無料開放された。
東京・千葉方面と外房方面を連絡する道路のうち、千葉県道20号千葉大網線（大網街道）の慢性的な交通渋滞緩和のために建設された。事業費は、約234億円。
道路公社は、当初は2013年（平成25年）1月に償還を完了する予定としていたが、付近の道路の渋滞状況やこれまでの建設費を考慮し、14.3キロメートルに及ぶ全区間のうち、鎌取ICから誉田IC（誉田区間：7.1キロメートル）については2007年（平成19年）4月を目処に無料化し、残りの誉田ICから桂IC（茂原区間：7.2キロメートル）の通行料を値下げした上で無料化を2023年（令和5年）1月に先延ばしすることとした。2007年（平成19年）3月にはこの事業変更が国土交通省へ提出され、同年4月から鎌取 - 誉田間が無料化、予定通り2023年（令和5年）2月1日に全線が無料化された。
笹目沢橋北交差点から鎌取インター間は2023年時点で未供用となっているが、千葉市により赤井町工区として2024年8月より整備事業が開始された。

## 路線データ
主要地方道生実本納線
- 起点：千葉県千葉市中央区生実町
- 終点：千葉県茂原市本納

（旧）千葉外房有料道路
- 起点：千葉県千葉市緑区鎌取町[4]
- 終点：千葉県茂原市大沢[4]
- 延長：14.3km[4]
- 車線数
  - 誉田区間：4車線
  - 茂原区間：2車線
- 車線幅員：3.25 m
  - 誉田区間：3.25 m×4車線[1]
  - 茂原区間：3.25 m×2車線[1]
- 設計速度：60 km/h

## 歴史
- 1973年（昭和48年）3月28日：誉田区間着工。
- 1980年（昭和55年）2月1日：誉田区間暫定2車線で供用開始。
- 1981年（昭和56年）1月13日：茂原区間着工。
- 1985年（昭和60年）4月24日：茂原区間供用開始。
- 2000年（平成12年）4月1日：誉田区間4車線化拡幅完成[5]。誉田休憩所・大野休憩所を供用開始[1]。
- 2007年（平成19年）4月27日：誉田料金所を撤去し、誉田区間が無料開放[6]。
- 2013年（平成25年）4月27日：圏央道 東金 - 木更津東間 開通（終点から950m先で茂原北ICに接続）。
- 2015年（平成27年）7月1日：夏季限定で無料開放を実施（- 9月30日まで）[7]。
- 2017年（平成29年）3月30日：大木戸ICフル化（茂原市・圏央道茂原北IC方面出入口開通）[8]。
- 2023年（令和5年）2月1日：債務期間満了に伴い、茂原区間が無料開放、誉田パーキングと大野パーキングは廃止[9]。

## 路線状況
信号が非常に少なく、高速道路のような走りやすさから、最高速度が法定速度の時速60キロメートルであるにもかかわらず速度超過違反が以前より頻発した。また、誉田区間の4車線化と無料化による交通量の増加にともなって交通事故も急増したため、所轄署である千葉南警察署や交通機動隊の白バイなどによる取締りが頻繁に行われている。

### インターチェンジなど

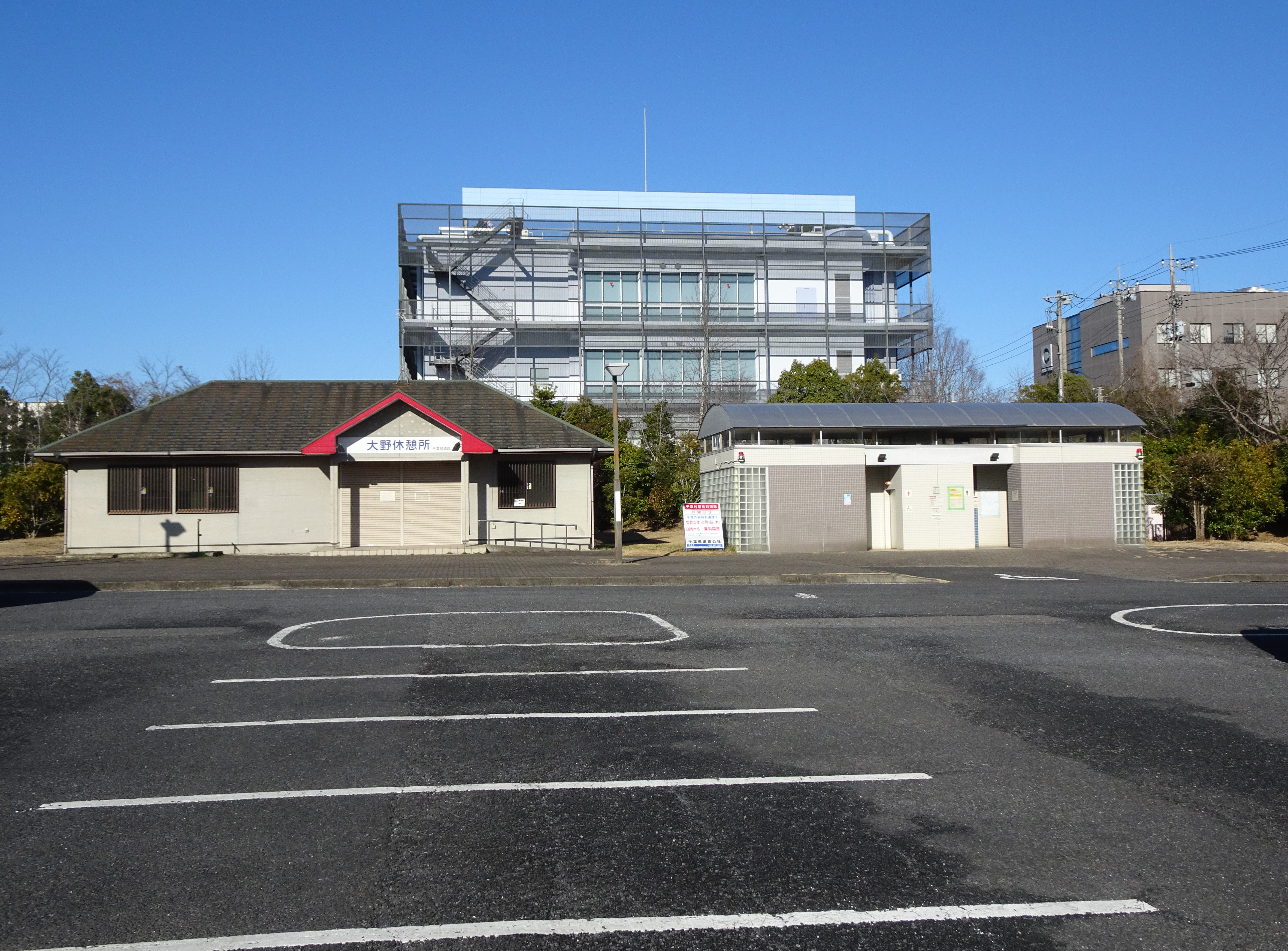
大野休憩所

| 施設名                               | 備考 |
| ------------------------------------ | --- |
| 北生実上宿                           | 県道浜野四街道長沼線・ E14 京葉道路蘇我IC方面に接続。 |
| 笹目沢橋北                           | |
| 未供用区間（事業中）                 | |
| 誉田区間（片道2車線〈 往復4車線 〉） | |
| 鎌取IC                               | 大網街道、千葉外房有料道路の起点 |
| 平山IC                               | 同IC経由 E82 千葉東金道路大宮IC方面 |
| 辺田十字路                           | 信号機による平面交差。すぐ隣の狭い道（高田方面から左折専用で、鎌取駅・大網街道方面）との交差も交差点となっており、交差点が2連続する。                          |
| 高田IC                               | 上り線は平山方面への入口、下り線はE82 東金道高田IC方面出口。現在、上り出口〈誉田駅・たかだの森住宅地・高田IC〉方面、および下り入口〈大網街道方面〉造成工事中。 |
| 誉田IC                               | 上下線出入口があり、大網街道と接続している。この間に狭い道との平面交差があり、横断歩道もある。                                                                 |
| 茂原区間（片道1車線〈 往復2車線 〉） | |
| 大木戸IC                             | 上下線出入口がある。土気工業団地がこの近辺にある。 |
| 板倉IC                               | 上りは誉田、下りは茂原方面。 |
| 桂IC                                 | 約1キロ先にC4 圏央道茂原北ICがある。 |
| 有料道路区間終点                     | 県道五井本納線との合流地点。県道生実本納線はこのまま終点まで県道五井本納線と重用して国道128号に至る。                                                          |

### 通行料金
2019年（令和元年）10月1日から、無料開放の2023年（令和5年）1月31日までの料金。
ETCによる料金自動収受には、最後まで対応していなかった。また、回数券の取り扱いもあった。

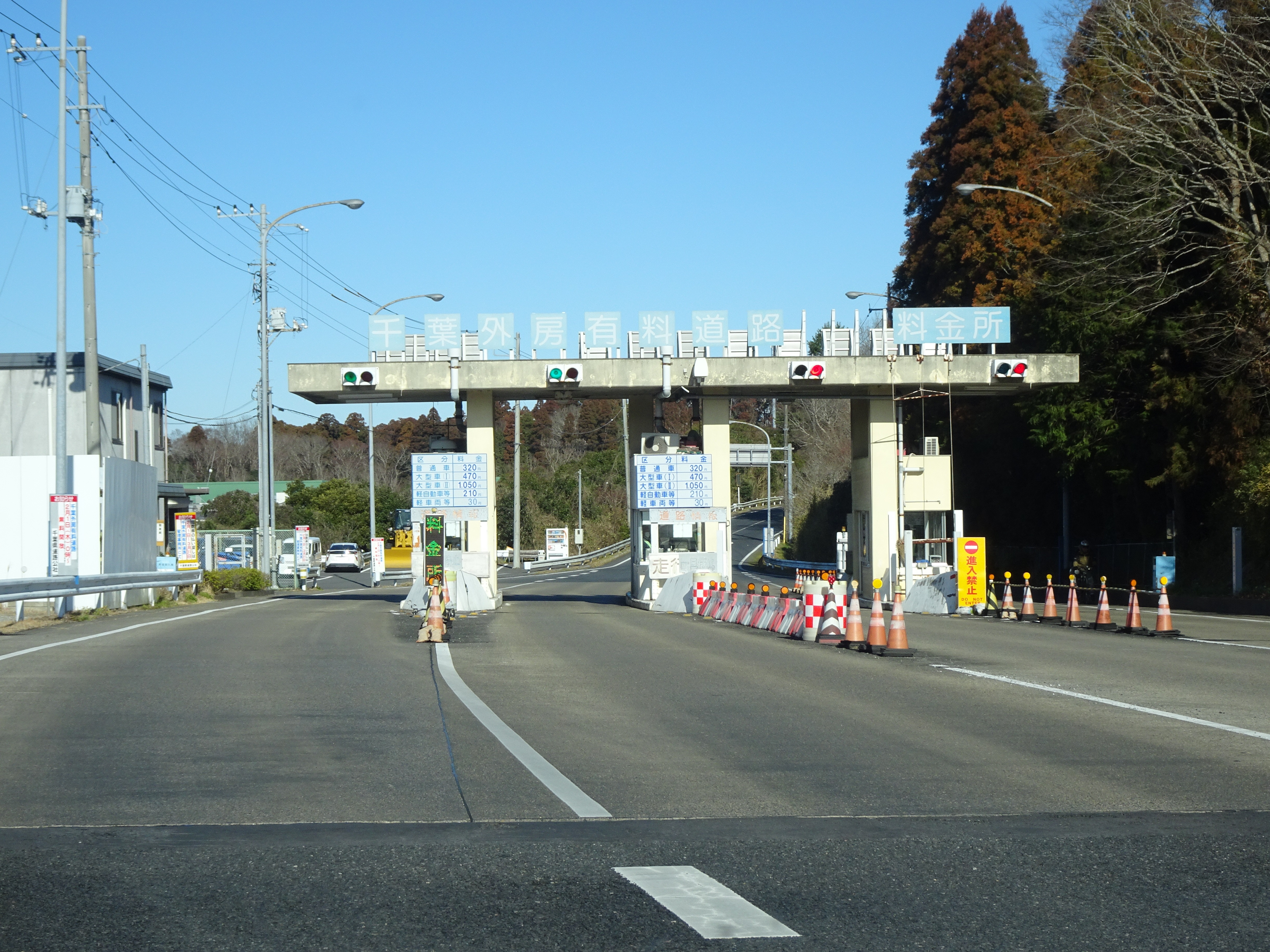
大野料金所

大野料金所は大木戸ICからすぐ誉田側に存在した。
全線
- 軽自動車等：210円
- 普通車：320円
- 大型車（1）（普通貨物自動車のうち3車軸以下5t以上等）：470円
- 大型車（2）（4車軸以上、大型特殊自動車、乗合自動車等）：1050円
- 軽車両等（自転車・軽車両・原動機付自転車）：30円

(誉田料金所廃止のため、誉田 - 鎌取IC間は無料)
以下旧料金
誉田区間
- 軽自動車等：200円
- 普通車：310円
- 大型車（1）：470円
- 大型車（2）：1050円
- 軽車両等：30円

茂原区間
- 軽自動車等：210円
- 普通車：310円
- 大型車（1）：470円
- 大型車（2）：1050円
- 軽車両等：30円